# Кольская сверхглубокая скважина
Ко́льская эксперимента́льная опо́рная сверхглубо́кая сква́жина (СГ-3) — самая глубокая горная выработка в мире. Имеет научное значение. Являлась частью системы сверхглубоких скважин в СССР. Расположена в 15 км к востоку от посёлка Никель и 12 км к западу от города Заполярный.
В 1997 году занесена в Книгу рекордов Гиннесса как самое глубокое вторжение человека в земную кору, и остаётся таковой до сих пор. Была также самой длинной скважиной в мире до 2008 года, когда её обошла пробурённая под острым углом к поверхности земли нефтяная скважина Maersk Oil BD-04A (12 290 м, нефтяной бассейн Аль-Шахин, Катар). В данный момент самой длинной скважиной является пробурённая для добычи нефти на шельфе Сахалина Z-44 Чайво (Россия) — 15 км (рекорд поставлен в 2017 году).
Бурением скважины и анализом полученных материалов занималась специально созданная для этого Кольская комплексная геолого-разведывательная экспедиция глубокого бурения (1968—1991, с 1992 года преобразована в Научно-производственный центр «Кольская сверхглубокая»), работавшая под бессменным руководством Давида Губермана.
В результате бурения, которое с перерывами велось с 1970 по 1991 год, глубина скважины составила 12 262 метра; диаметр верхней части — 92 см, диаметр нижней части — 21,5 см. После ряда аварий в 1994 году скважина была закрыта.
Весной 2020 года власти Мурманска объявили о планах сделать Кольскую сверхглубокую скважину туристическим объектом.

## Общая характеристика
Скважина находится в Мурманской области, в 12 километрах к западу от города Заполярный. Скважина заложена в северо-восточной части Балтийского щита, в области сочленения рудоносных докембрийских структур, типичных для фундаментов древних платформ. В отличие от других наиболее крупных сверхглубоких скважин, которые бурились с сугубо практическими целями — для добычи нефти, газа или геологоразведочных работ, Кольская скважина была пробурена исключительно для решения научно-исследовательских задач. В первую очередь — это подтверждение теоретических моделей строения нижних слоёв земной коры (гранитного и базальтового), поиск и исследование характера границ между ними (границы Конрада) и мантией Земли (поверхности Мохоровичича). Однако ни ярко выраженного чередования слоёв литосферы, ни сколько-нибудь выраженных границ между ними в результате бурения так и не было обнаружено.

## Предпосылки появления
Попытки глубинного исследования недр Земли уходят в глубокую древность. В XIII веке китайцам удавалось прорыть скважины глубиной 1200 метров. К началу XX века мировой наукой был накоплен большой объём знаний по строению верхних слоёв литосферы. Было предпринято несколько попыток пробурить сверхглубокие скважины для проверки теорий на фактическом материале. В 1930 году в Европе смогли пробурить земную поверхность на глубину 3 км. В конце 1950-х годов глубина пробурённых скважин увеличилась до 7 км. В 1957 году США приступили к осуществлению аналогичного проекта. В 1958 году была создана программа Проект «Мохол», для бурения коры под Тихим океаном. Проект был так назван в честь хорватского учёного Андрии Мохоровичича, который исследовал земную кору и мантию. Часть названия, «hole», переводится с английского языка на русский как «дыра». Однако работа в рамках проекта была прекращена в 1966 году из-за отсутствия финансирования и разногласий между участниками проекта.
Строительство по всему Советскому Союзу сети опорных скважин глубиной 2—3 км было предусмотрено программой, утверждённой в конце 1950-х годов. Скважины от 3 до 7 км в классификации называются глубокими, свыше 7 км — сверхглубокими. В 1960—1962 годах была сформулирована первая в мире комплексная научно-техническая программа «Изучение недр Земли и сверхглубокое бурение».
Наиболее удобными местами для сверхглубокого бурения являются районы земной поверхности, где толщина чехла осадочных пород имеет минимальные значения или вовсе отсутствуют. Кольский полуостров — одно из немногих мест на материковой поверхности Земли, где чехол осадочных пород полностью отсутствует, и поверхность сложена породами очень древнего происхождения — их возраст составляет около 3 млрд лет (для сравнения: возраст Земли оценивается в 4,5 млрд лет). В 1968 году для окончательного выбора места бурения была создана Кольская геологоразведочная экспедиция сверхглубокого бурения (Кольская ГРЭ) под руководством Д. М. Губермана. Собственно Кольская сверхглубокая скважина была заложена 24 мая 1970 года, в годовщину 100-летия со дня рождения В. Ленина.

## Цели и задачи, поставленные при бурении СГ-3
1. Изучение глубинного строения никеленосного Печенгского комплекса и архейского кристаллического основания Балтийского щита в районе Кольского полуострова, выяснение особенностей проявления геологических процессов, включая процессы рудообразования.
2. Выяснение геологической природы сейсмических границ раздела в континентальной земной коре и получение новых данных о тепловом режиме недр, глубинных водных растворах и газах.
3. Получение максимально полной информации о вещественном составе горных пород и физическом их состоянии, вскрытие и изучение пограничной зоны между гранитным и базальтовым слоями земной коры.
4. Усовершенствование имеющейся и создание новой техники и технологии сверхглубокого бурения, а также методов комплексных геофизических исследований пород и руд на больших глубинах.

## Хроника бурения
Бурение началось 24 мая 1970 года. До глубины в 7000 метров бурение проходило относительно спокойно, бур проходил через однородные прочные граниты. После этой глубины буровая головка вошла в менее прочные слоистые породы. При прохождении через них ствол скважины стал осыпаться с образованием каверн.
В результате буровую колонну заклинивало породой, и головка обрывалась при попытке подъёма. Потерянная часть буровой колонны цементировалась, бурение продолжалось с отклонением бурового инструмента. Такие аварии случались неоднократно, поэтому бурение продолжалось в течение нескольких лет, а структура скважины получила облик кроны дерева со множеством ответвлений.
6 июня 1979 года скважина побила рекорд в 9583 метра, ранее принадлежавший нефтяной скважине Берта Роджерс (Оклахома). В лучшие годы на Кольской сверхглубокой скважине работало 16 исследовательских лабораторий, их курировал лично министр геологии СССР Александр Сидоренко.
В 1983 году пробурили 12 066 метров и временно остановились — готовились к Международному геологическому конгрессу, который должен был проходить в 1984 году в Москве. 27 сентября 1984 года бурение было продолжено. При первом же спуске произошла авария — оборвалась буровая колонна. Бурение возобновили с глубины 7000 м.
К 1990 году новое ответвление достигло глубины 12 262 метра. Колонна снова оборвалась, и бурение было прекращено. В 1994 году бурение прекратили окончательно.
Из-за неравномерного разрушения пород, геологических неоднородностей и других причин ствол скважины искривлялся, и на максимальной глубине отклонение от вертикали устья скважины составило 840 метров.
В 1991 году скважина была внесена в Книгу рекордов Гиннесса как наиболее глубокая в мире.

### Буровая установка
Сначала бурение велось серийной буровой установкой «Уралмаш-4Э», которую применяют для бурения скважин при поиске и разведке месторождений нефти и газа. С глубины 7263 метра бурение продолжили установкой «Уралмаш-15000».
В числе особенностей, вобравших передовой опыт бурения глубоких скважин:
- Буровая колонна ниже 2000 метров была собрана трубами из лёгких алюминиевых сплавов (стальная просто разорвалась бы от своего веса). Масса колонны — около 200 тонн.
- Турбобур — турбина длиной 46 метров, действующая от давления бурового раствора, вращает буровую коронку (долото).
- Керноприёмник — съёмная труба внутри турбобура, служащая для забора образцов породы (керна).

Использовались обычные буровые коронки из твёрдого сплава. Одна коронка служит приблизительно 4 часа, за это время удаётся пробурить 7—10 метров. На спуск и подъём колонны уходит до 18 часов. При этом колонна разбирается на секции из нескольких труб.

### Секретность
СГ-3 имела статус секретного объекта, поскольку находилась в пограничной зоне, по соседству со стратегическими месторождениями полезных ископаемых, а кроме того, СССР охранял свой научный приоритет в исследовании литосферы. Однако уже в начале 1970-х годов буровую посетил один из руководителей Академии наук Чехословакии. В 1975 году о Кольской сверхглубокой в газете «Правда» написал министр геологии Александр Сидоренко. В 1984 году в Москве проходил Всемирный геологический конгресс и приуроченная к нему выставка, на которой один из стендов освещал СГ-3. После конгресса в посёлок Заполярный приехала международная делегация геологов и журналистов, которым показали буровую в действии, доставали и отсоединяли 33-метровые секции труб, керны, буровые головки.

## Текущее состояние
История бурения скважины неразрывно связана с историей функционирования научно-производственного центра при скважине, поскольку буровая установка была частью комплекса зданий этого исследовательского учреждения. После 1991 года исследовательский центр начал приходить в упадок. Официально бурение было остановлено в 1992 году. К 1995 году финансирование работ почти полностью прекратилось. Вместо 500 человек в 1980-х годах, по штатному расписанию на апрель 2008 года в НПЦ «Кольская сверхглубокая» числилось 20 человек. В том же 2008 году решением главы управления Росимущества по Мурманской области научно-производственный центр при скважине ликвидирован «ввиду нерентабельности», в течение нескольких месяцев после этого комплекс зданий НПЦ при скважине был окончательно заброшен, оборудование демонтировано, началось разворовывание металла, разрушение построек. Линия электропередачи, ведущая к скважине, также была демонтирована.
Состояние на 2010 год, по комментариям директора Геологического института Кольского научного центра РАН: скважина законсервирована и постепенно разрушается. Стоимость восстановления — около ста миллионов рублей. По его же мнению, на данный момент можно восстановить научную аппаратуру и открыть институт для обучения специалистов по шельфовому бурению.
По состоянию на 2013 год формальным правопреемником научно-производственного центра при Кольской сверхглубокой скважине являлось базирующееся в Ярославле АО «НПЦ Недра».
В августе 2022 года волонтёры экологического проекта «Чистая Арктика» провели уборку возле устья скважины. Площадку с подъездной дорожкой освободили от строительного и бытового мусора, после чего засыпали песком.
- Устье скважины до уборки мусора
- Площадка перед скважиной после уборки
- Ветеран Кольской сверхглубокой В. П. Кирпичников вместе с волонтёрами «Чистой Арктики»

## Исследования
Хотя ожидалось, что будет обнаружена ярко выраженная граница между гранитами и базальтами, в керне по всей глубине обнаруживались только граниты. Однако за счёт высокого давления и повышенной температуры у гранитов сильно менялись физические свойства.
Как правило, поднятый керн рассыпался от активного газовыделения в шлам, так как не выдерживал резкой смены давлений. Вынуть прочный кусок керна удавалось только при очень медленном подъёме бурового снаряда, когда «излишний» газ, находясь ещё в поджатом до большого давления состоянии, успевал выходить из породы.
Густота трещин на большой глубине, вопреки ожиданиям, увеличивалась. На глубине присутствовала также вода, заполнявшая трещины.
Исследователи выделили в скважине 12 уровней, различаемых по физическим свойствам. Более глубокие уровни, как правило, обладали более высокой изотропией (однородностью). На средних уровнях высокая анизотропия позволила предположить тектоническую активность слоёв.
Хотя в процессе исследования было получено много ценнейших сведений о земных недрах, результаты оказались во многом неожиданны, и на их основании не возникло чёткого понимания природы земной мантии и сущности поверхности Мохоровичича.
На пятикилометровой глубине окружающая температура превысила 70 °C, на семи — 120 °C, а на глубине 12 километров датчики зафиксировали 212 °C.

## Результаты исследований, полученные в ходе бурения и изучения скважины СГ-3 (общие положения)
1. Геолого-геофизическая информация о глубинном строении Балтийского щита существенно уточнила теоретические представления, господствовавшие до бурения скважины. На основании непосредственного изучения минерально-геохимического состава пород керна и проведения комплекса геофизических исследований в стволе скважины были получены данные о вещественном составе и физическом состоянии глубинных пород, существенно отличающиеся от данных модели разреза, составленной по геофизическим данным до бурения скважины. На основании этих данных стала возможной обоснованная интерпретация геофизических материалов, играющая большую роль при разработке тектонических проблем геологии[9].
2. Установлены закономерные изменения с глубиной состава и свойств пород. Впервые в едином разрезе выявлена вертикальная зональность метаморфизма пород, отличающаяся от теоретической модели, что использовано для развития теории петрогенеза[3].
3. Установлены различные режимы поведения свободной и связанной воды при прогрессивном зональном метаморфизме; изохимический характер для петрогенных элементов и существенное перераспределение элементов-примесей при усилении метаморфизма и особенно при ультраметаморфизме[источник не указан 1795 дней].
4. Следы древнейших микроорганизмов присутствуют на гораздо большей глубине, чем предполагалось ранее.
5. Экспериментально выяснен геотермический режим древней земной коры. Установлен более высокий, чем предполагалось, геотермический градиент. Выяснена роль мантийного и радиогенного источников в общем глубинном потоке тепла. Сделан существенный вклад в разработку термической модели формирования земной коры, учитывающий реальную долю эндогенного тепла[9].

Бурение Кольской сверхглубокой скважины дало подтверждение гидродинамической (реологической) зональной модели земной коры, предложенной советским геологом С. Н. Ивановым: она последовательно вскрыла сначала гидростатическую, затем барьерную зону, затем следы отделителя, затем литостатическую частично обводнённую зону с высоким литостатическим давлением флюида в трещинно-поровом пространстве.

## Более длинные скважины
Побить рекорд длины (но не по глубине) Кольской сверхглубокой скважины удалось только скважинам, пробурённым сравнительно недавно с целью разработки больших газовых и нефтяных месторождений. В отличие от Кольской, эти скважины наклонные и бурятся под острым углом к земной поверхности.
Первой стала пробурённая в 2008 году под острым углом к поверхности земли нефтяная скважина Maersk Oil BD-04A, длина которой 12 290 метров (находится в нефтяном бассейне Аль-Шахин, Катар). В январе 2011 этот рекорд был побит нефтяной скважиной месторождения Одопту-море проекта Сахалин-1, также пробурённой под острым углом к поверхности земли, длиной 12 345 метров, а в июне 2013 года — скважиной Z-42 Чайвинского месторождения, длиной 12 700 метров. Скважина Z-44 того же месторождения имеет длину 15 км и пробурена в 2017 году, однако глубина её залегания составляет около 900 м.

## «Колодец в ад»
Кольская сверхглубокая скважина послужила источником городской легенды о «колодце в ад», согласно которой датчики скважины зафиксировали звуки ада. Эта городская легенда распространена в Интернете по крайней мере с 1997 года. Впервые на английском языке она была оглашена в 1989 году в эфире американской телекомпании Trinity Broadcasting Network, которая взяла историю из репортажа финской газеты, опубликованного в «день дурака».
Эта легенда является вымыслом, потому что в акустических методах исследования скважин используются сейсмоприёмники в виде зонда с генератором и приёмником колебаний, которые записывают не звук, а волновую картину отражённых упругих колебаний, возбуждённых прибором-излучателем с частотой 10—20 кГц и 20 кГц—2 МГц, и передают отражённый от толщи сигнал в виде электрического импульса на телевизор. Опубликованная «аудиозапись» этих звуков — обработка электроимпульса.
Невежеством порождены и многие другие легенды вокруг Кольской сверхглубокой скважины. Одна из самых ранних имела хождение в СССР ещё в середине 1980-х годов (появилась, по крайней мере, не позднее мая 1987 года); в ней речь шла о демоническом существе, которое выбралось из-под земли через буровую трубу.
В то же время в 1995 году в глубине скважины действительно произошёл взрыв, причина которого так и не была установлена. Руководитель работ по бурению скважины, академик Д. М. Губерман, говорил: «Когда меня расспрашивают об этой загадочной истории, я не знаю, что ответить. С одной стороны, рассказы про „демона“ — чушь собачья. С другой стороны, как честный учёный, я не могу сказать, что знаю, что же именно у нас произошло. Действительно был зафиксирован очень странный шум, потом был взрыв… Спустя несколько дней ничего подобного на той же глубине не обнаружилось».

## Кольская сверхглубокая в искусстве
В 2009 году вышел фильм ужасов совместного производства Великобритании, Венгрии и США «Ужас на глубине 9 миль», основанный на легенде о «Колодце в Ад».
В 2012 году режиссёром Владимиром Батраковым был снят короткометражный документальный фильм «Кольская сверхглубокая. Дорога в ад» (длительностью 25 мин.). Фильм снят в жанре «репортаж» и рассказывает об истории и целях бурения скважины. Также в нём представлены интервью с непосредственными участниками научного эксперимента.
В 2018 году российский художник Дмитрий Морозов (::vtol::) создал и привёз на скважину своё произведение «12 262», посвящённое СГ-3. В 2019 году это произведение было номинировано на Премию Кандинского как лучшее произведение молодого художника.
В 2018 году вышел фильм датского режиссёра Ларса фон Триера «Дом, который построил Джек», в финальной части которого («Эпилог: Катабасис») показывается Кольская сверхглубокая как пример попытки Советского Союза пробуриться в ад. Название скважины при этом не упоминается, но на кадрах узнаваемый вид из хроники.
В 2020 году вышел российский фантастический фильм ужасов режиссёра Арсения Сюхина «Кольская сверхглубокая», рассказывающий о спуске группы людей в самую глубокую скважину планеты. Действие фильма разворачивается в вымышленных подземных сооружениях на многокилометровой глубине, которых нет в реальности.